# شهرک علم‌الهدی
شهرک علم‌الهدی، روستایی از توابع بخش مرکزی شهرستان شوشتر در استان خوزستان ایران است.

## جمعیت
این شهرک در منطقه میان‌آب (شوشتر) شمالی قرار دارد و براساس سرشماری مرکز آمار ایران در سال ۱۳۸۵، جمعیت آن ۳٬۱۰۸ نفر (۵۵۵خانوار) بوده‌است.